# Carlmann Kolb
Carlmann Kolb (eigentlich Florian Carl Kolb; getauft 29. Januar 1703 in Kößlarn, Landkreis Passau in Niederbayern; † 15. Januar 1765 in München) war ein deutscher Komponist, Organist und Benediktinerpater in der Übergangszeit vom Barock zur Klassik.

## Leben und Wirken
Carlmann Kolb war der Sohn des Schulmeisters von Kößlarn. Er bekam seine Erziehung in der Benediktinerabtei Asbach als Chorknabe sowie seine musikalische Ausbildung im Musikseminar zu Landshut. Schon dort wirkte er als Organist. Nach Abschluss seiner philosophischen Studien kehrte er in das Kloster Asbach zurück und legte am 29. April 1724 das Mönchsgelübde ab. Im Jahr 1729 wurde Kolb zum Priester geweiht und anschließend als ständiger Organist angestellt. Nachdem er vom Kloster freigegeben worden war, verbrachte er einen großen Teil seines Lebens bei seinem Gönner und Freund, dem Grafen Max von Tattenbach-Reinstein, in München und widmete sich der Erziehung von dessen Söhnen.

## Bedeutung
Das Certamen von Carlmann Kolb enthält für jede Tonart ein Preludium, drei Versus und eine Cadentia; ursprünglich waren davon 24 Tonarten geplant. Davon ist nur der erste Teil erschienen, und zwar in der Reihenfolge nach den acht Kirchentonarten. Die Versetten lehnen sich an den Stil von Franz Xaver Anton Murschhauser und Georg Muffat an. Ein großer Teil davon zeichnet sich durch rhythmisch profilierte Themen aus, indem auf die Themenexposition häufig eine ausgedehnte Fortspinnung mit mehrfacher Verarbeitung des thematischen Materials folgt. Bereits hier treten in Figuration und Satztechnik klavieristische Elemente hervor; diese gewinnen dann eine beherrschende Rolle in den Preludien und Cadentien, die hier in eine sequenzierende Fortspinnung und freie Reibungen münden. Auf diese Weise kommen einige Preludien zu größerer Ausdehnung: Sie sind typische Beispiele einer süddeutschen Orgelkunst, die weniger auf architektonischen Aufbau, aber mehr auf die dekorative Seite der Musik achtet. Im Jahr 1985 erfolgte eine Gesamteinspielung des Certamen durch den Organisten Christian Brembeck mit Orgel und Cembalo.

## Werke
- Certamen aonium, id es lusus vocum inter se innocuè concertantium, continens praeambula, vesett: atque cadentias, ab octo tonis, Teil 1, Augsburg 1733, hrsg. von Rudolf Walter, Altötting 1959 und von Gr. Klaus, Heidelberg 1960
- Sinfonia F-Dur für Cembalo und Streicher (verschollen).